# PLUS
PLUS (также известный как Visa PLUS) — это межбанковская сеть, охватывающая дебетные, кредитные и предоплаченные карты VISA, а также банковские карты, выданные различными банками по всему миру. В настоящий момент, во всем мире существует более миллиона банкоматов подключенных к системе PLUS.
Карты PLUS могут быть включены в сеть следующими способами: как отдельная сеть, соединены с локальной межбанковской сетью и/или соединены с любым продуктом VISA, включающим её логотип на лицевой стороне (Visa, Visa Debit, Visa Delta и Visa Electron). Сейчас выдано около 144 миллионов карт системы PLUS, не считая карт, включенных в PLUS как в дополнительную сеть.
PLUS широко используется в качестве местной межбанковской сети, например в США и Канаде, где так же существуют другие сети (такие как STAR, NYCE и Pulse в США, и Interac в Канаде). В Индии и Индонезии, например, тоже существует большое количество межбанковских сетей. Главный конкурент PLUS — сеть Cirrus, предоставляемая компанией MasterCard